# 国分町 (久留米市)
国分町（こくぶまち）は、福岡県久留米市の町名。住居表示未実施地区であり、2018年1月1日現在の人口は14,402人、世帯数は6,487世帯 郵便番号は、839-0863。

## 地理
久留米市の中央部、高良川の中流域に位置しており、西町、南町、諏訪野町、高良内町などと接する。
西端部には国道3号が南北に、中央部には福岡県道752号藤山国分一丁田線が通っている。

## 歴史

### 地名の由来
奈良時代に建てられた筑後国分寺・筑後国分尼寺があったことから『国分』の地名が残っている。

## 主な施設
教育施設
- 久留米市立東国分小学校
- 明星保育園

その他
- 久留米国分郵便局
- 久留米警察署国分交番
- 陸上自衛隊久留米駐屯地

## 文化財

### 久留米市指定史跡
- 筑後国分寺跡
- 国分僧寺塔跡
- ドイツ人俘虜収容所跡
- 旧陸軍給水塔
- 笠九郎兵衛夫妻墓